# باشگاه فوتبال تاج تهران در فصل ۱۳۵۱
باشگاه فوتبال تاج تهران در فصل ۱۳۵۱ بیست هفتمین فصل حضور تیم تاج در فوتبال ایران بود. تاج در این فصل در مسابقات جام باشگاه‌های تهران که با نام جام دوستی برگزار شد شرکت کرد و در نهایت توانست با دوازده برد و سه تساوی و بدون شکست عنوان قهرمانی را از آن خود کند. تاج در مهر ۱۳۵۱ در جام میلز هند شرکت کرد اما پیش از برگزاری دیدار نهایی این بازی‌ها را نیمه‌کاره رها کرد. این آخرین حضور تاج با اسم تاج در مسابقات بود و پس از آن با تغییر نام به استقلال به فعالیت خود ادامه داد.

## پیش زمینه
تاج در حالی پای به مسابقات فصل ۱۳۵۱ نهاد که فصل قبل با یک عنوان قهرمانی در تهران و یک نائب قهرمانی در ایران فصل را به پایان رسانده بود. در نیمه نخست سال ۱۳۵۱ و به دلیل حضور تیم ملی فوتبال ایران در جام ملت‌های آسیا ۱۹۷۲ و سپس المپیک مونیخ ۱۹۷۲ فوتبال باشگاهی تحرک چندانی نداشت و مسابقات بعد از پایان اردوهای تیم ملی در آبان ماه آغاز شدند.

## مرور فصل

### جام میلز
تاج در بهار ۱۳۵۱ و هنگام سفر تیم پالمیراس برزیل به تهران یک بازی دوستانه با این تیم برگزار کرد. سپس با تعطیلی فوتبال باشگاهی تا مهر ۱۳۵۱ تیم تاج بازی‌ای نداشت. در این زمان تاج برای حضور در جام میلز به هند سفر کرد و با دو پیروزی پر گل توانست از گروهش صعود کند و در مرحله نیمه‌نهایی برابر تیم ۲۵ آوریل کره‌شمالی صف‌آرایی کرد. بازی نخست دو تیم مساوی تمام شد و مسئولان برگزاری این جام اصرار به برگزاری یک بازی تکراری در فردای آن روز داشتند که به دلیل فشرده بودن تقویم بازیها پرسنل و بازیکنان تیم تاج با این امر مخالفت کردند و جام را نیمه‌کاره رها کردند. 

### جام باشگاه‌های تهران

شادی علی جباری و سایر بازیکنان تاج پس از گلزنی این تیم برابر تیم پرسپولیس در هفته ۱۱ مسابقات باشگاه‌های تهران ۱۳۵۱

تاج آبان ۱۳۵۱ در جام باشگاه‌های تهران شرکت کرد، این مسابقات که برای شناسایی نمایندگان تهران در مسابقات سراسری فصل بعد، جام تخت جمشید ۱۳۵۲، نیز برگزار شده بود با قهرمانی تاج به پایان رسید. تاج در این بازی‌ها عملکرد درخشانی داشت و در پانزده بازی دوازده برد و سه تساوی کسب کرد. تاج با ۲۸ گل زده بهترین خط حمله و با ۵ گل خورده بهترین خط دفاع این دوره از مسابقات به خود اختصاص داد. دو بازی دوستانه برابر تیم‌هایی از روسیه و دانمارک دیگر دیدارهای ثبت شده برای تاج در این فصل بودند.

### سفر به بحرین
تیم تاج برای برگزاری دو بازی دوستانه به مناسبت سالروز استقلال بحرین، و به دعوت تیم النثور به این کشور مسافرت کرد.منبع برنامه این بود که تاج تهران در این سفر با تیمهای النثور بحرین و تیم ملی این کشور بازی کند. این برای اولین بار بود که یک تیم از ایران برای برگزاری بازی فوتبال به کشور بحرین سفر میکرد. هر دو بازی در ورزشگاه نوبنیاد شهرک عیسی انجام شد. طبق نوشته روزنامه‌ها استقبال خوبی از حضور تاج در این کشور به عمل آمده و حتی بازار سیاه برای بلیط بازیها نیز صورت گرفته بود.منبع

در بازگشت از بحرین رایکوف نامساعد بودن زمین بازی و کیفیت پایین داور را از نکات منفی این سفر خواند ولی گفت که مربی تیم ملی بحرین تصمیم گرفته است ترتیبات سفر مجدد تیم تاج به این کشور را فراهم کند. همچنین این مربی یوگسلاو مدعی شد مسئولان بحرین از او دعوت کرده‌اند که برای یک ماه مربی تیم ملی بحرین شود که در صورت موافقت مسئولان تاج اینکار را خواهد کردمنبع

## فهرست بازیکنان
بازیکنانی که در این سال برای تیم تاج به میدان رفتند عبارت بودند از: ناصر حجازی، منصور رشیدی، اکبر کارگرجم، نصرالله عبداللهی، عزت جان‌ملکی، علی جباری، جواد قراب، کارو حق‌وردیان، عباس نوین‌روزگار، حسن روشن، مسعود مژدهی، جواد الله‌وردی، مسعود معینی، رضا عادل‌خانی، غلامحسین مظلومی، منصور پورحیدری، حاج‌قاسم، حاج‌محمد، ناصر میرشکار، علی رحمانی، حمید سه‌برادران و حمید مشتری .

## مسابقات

### جام دوستی تهران
منبع
| ۳ شهریور ۱۳۵۱ مرحله گروهی | تاج تهران                                    | ۴ – ۰ | اقبال تهران | تهران                                                    |
|                           | نوین‌روزگار ۲۲' · مژدهی ۶۴' · مظلومی ۶۸'، ۷۰' | منبع  |             | ورزشگاه: امجدیه تهران تماشاگران: ۱۰۰۰۰ داور: داوود حیدری |

| ۱۲ شهریور ۱۳۵۱ مرحله گروهی | تاج تهران                                    | ۳ – ۱ | گارد تهران          | تهران                                              |
|                            | عادلخانی ۳' · امیرحسین حجازی ۱۵' · مژدهی ۷۹' |       | محمدرضا خلعتبری ۵۰' | ورزشگاه: امجدیه تهران داور: ابوالقاسم حاج ابوالحسن |

| ۲۳ شهریور ۱۳۵۱ مرحله گروهی | تاج تهران                  | ۳ – ۰ | شهربانی تهران | تهران                                  |
|                            | مظلومی ۱۰'، ۵۰' · روشن ۲۶' | منبع  |               | ورزشگاه: امجدیه تهران داور: محمد صالحی |

| ۳۱ شهریور ۱۳۵۱ یک چهارم‌نهایی | تاج تهران            | ۲ – ۱ | افسر تهران       | تهران                                  |
|                              | قراب ۲۲' · مژدهی ۲۴' | منبع  | مهدی حاج‌محمد ۹۰' | ورزشگاه: امجدیه تهران داور: محمد صالحی |

| ۶ مهر ۱۳۵۱ نیمه‌نهایی                               | تاج تهران  | ۱ – ۰ (وقت اضافه) | راه‌آهن تهران | تهران                                   |
|                                                    | جباری ۱۱۸' | منبع              |              | ورزشگاه: امجدیه تهران داور: جعفر نامدار |
| یادداشت: تیم تاج با گلزنی در وقتهای اضافی برنده شد |            |                   |              |                                         |

| ۱۴ مهر ۱۳۵۱ فینال                                                     | تاج تهران                      | ۳ – ۲ (وقت اضافه) | پاس تهران                             | تهران                                              |
|                                                                       | عادلخانی ۴۰' · مژدهی ۹۸'، ۱۰۹' | منبع              | جهانگیر نصیری ۸۳' · مهدی مناجاتی ۱۱۷' | ورزشگاه: امجدیه تهران داور: ابوالقاسم حاج ابوالحسن |
| یادداشت: تیم تاج دو گل و تیم پاس یک گل در وقتهای اضافی به ثمر رساندند |                                |                   |                                       |                                                    |

### باشگاه‌های تهران
منیع
| ۱۴ آبان ۱۳۵۱ ۱ | تاج تهران              | ۲ – ۰ | تهران‌‌جوان | تهران                                     |
|                | مظلومی ۲۴' · جباری ۶۴' |       |           | ورزشگاه: امجدیه تهران داور: مصطفی اعتمادی |

| ۲۱ آبان ۱۳۵۱ ۲ | تاج تهران                        | ۲ – ۰ | راه‌آهن تهران | تهران                                   |
|                | مژدهی ۱۸' · جباری ۶۸' · عادلخانی | گزارش |              | ورزشگاه: امجدیه تهران داور: جعفر نامدار |

| ۱۲ آذر ۱۳۵۱ ۳ | تاج تهران             | ۲ – ۰ | شهربانی تهران | تهران                                  |
|               | قراب ۳۳' · مظلومی ۶۶' |       |               | ورزشگاه: امجدیه تهران داور: محسن زمانی |

| ۲۴ آذر ۱۳۵۱ ۴ | تاج تهران            | ۲ – ۲ | گارد تهران                          | تهران                                                    |
|               | قراب ۴۸' · مژدهی ۵۲' |       | حبیب علیزاده ۲۷' · علیرضا عزیزی ۳۳' | ورزشگاه: امجدیه تهران تماشاگران: ۱۰۰۰۰ داور: داوود حیدری |

| ۲۷ آذر ۱۳۵۱ ۵ | تاج تهران                         | ۳ – ۱ | آتش‌نشانی تهران     | تهران                                  |
|               | حق‌وردیان ۹' · روشن ۶۲' · قراب ۹۰' |       | بهرام صلح کنان ۲۳' | ورزشگاه: امجدیه تهران داور: محسن زمانی |

| ۱۵ دی ۱۳۵۱ ۶ | تاج تهران | ۱ – ۱ | پاس تهران      | تهران                                   |
|              | مژدهی ۲'  |       | محمد صادقی ۵۹' | ورزشگاه: امجدیه تهران داور: جعفر نامدار |

| ۲۲ دی ۱۳۵۱ ۷ | تاج تهران            | ۱ – ۰ | آرارات تهران | تهران                                 |
|              | جانملکی ۷۶' (پنالتی) | گزارش |              | ورزشگاه: امجدیه تهران داور: رضا حیدری |

| ۲۵ دی ۱۳۵۱ ۸ | تاج تهران | ۰ – ۰ | قصریخ تهران | تهران                                   |
|              |           | گزارش |             | ورزشگاه: امجدیه تهران داور: داوود نصیری |

| ۱ بهمن ۱۳۵۱ ۹ | تاج تهران                             | ۴ – ۰ | پله تهران | تهران                                   |
|               | مظلومی ۶' · جباری ۱۳'، ۶۰' · روشن ۶۲' |       |           | ورزشگاه: امجدیه تهران داور: منوچهر نظری |

| ۶ اسفند ۱۳۵۱ ۱۰ | تاج تهران     | ۲ – ۰ | افسر تهران | تهران                                 |
|                 | روشن ۴۸'، ۷۸' |       |            | ورزشگاه: امجدیه تهران داور: محمدصالحی |

| ۱۱ اسفند ۱۳۵۱ ۱۱ (دربی ۱۱) | تاج تهران      | ۲ – ۰ | پرسپولیس تهران | تهران                                   |
|                            | جباری ۳۹'، ۸۶' |       |                | ورزشگاه: امجدیه تهران داور: داوود نصیری |

| ۱۳ اسفند ۱۳۵۱ ۱۲ | تاج تهران                | ۲ – ۰ | بانک ملی تهران | تهران                                   |
|                  | جباری ۱۳' · عادلخانی ۲۸' |       |                | ورزشگاه: امجدیه تهران داور: داوود حیدری |

| ۱۷ اسفند ۱۳۵۱ ۱۳ | تاج تهران                                | ۲ – ۱ | اقبال تهران   | تهران                                              |
|                  | مژدهی ۱۴' · علی‌اصغر یگانه ۶۳' (گل‌به‌خودی) |       | تقی جهانی ۳۱' | ورزشگاه: امجدیه تهران داور: ابوالقاسم حاج ابوالحسن |

| ۲۲ اسفند ۱۳۵۱ ۱۴ | تاج تهران            | ۲ – ۰ | برق تهران | تهران                                  |
|                  | جباری ۲۶' · قراب ۷۵' |       |           | ورزشگاه: امجدیه تهران داور: محسن زمانی |

| ۲۵ اسفند ۱۳۵۱ ۱۵ | تاج تهران | ۱ – ۰ | عقاب تهران | تهران                                   |
|                  | روشن ۸'   |       |            | ورزشگاه: امجدیه تهران داور: جعفر نامدار |

#### جایگاه در جدول
| رتبه | عنوان بازیها | بازی | برد | مساوی | باخت | گل‌زده | گل‌خورده | تفاضل | امتیاز |
| ---- | ------------ | ---- | --- | ----- | ---- | ----- | ------- | ----- | ------ |
| ۱    | تاج تهران    | ۱۵   | ۱۲  | ۳     | ۰    | ۲۸    | ۵       | ۲۳    | ۲۷     |
| ۲    | عقاب تهران   | ۱۵   | ۱۱  | ۲     | ۲    | ۲۲    | ۶       | ۱۶    | ۲۴     |
| ۳    | پاس تهران    | ۱۵   | ۶   | ۸     | ۱    | ۱۹    | ۵       | ۱۴    | ۲۰     |

### جام میلز
منیع
| ۲۲ مهر ۱۳۵۱ بازی اول | تاج تهران                                          | ۷ – ۰ | اردنانس ارتش هندوستان (A.O.C) | دهلی‌نو                           |
|                      | مظلومی ۱۸'، ۴۴'، ۸۵' · مژدهی ۲۹'، ۳۰'، ۷۴' · جباری |       |                               | ورزشگاه: استادیوم شهرداری دهلی‌نو |

| ۲۶ مهر ۱۳۵۱ بازی دوم | تاج تهران                                                                         | ۹ – ۰ | جاجیت بنگالور (I.C.T) | دهلی‌نو                           |
|                      | حاج‌قاسم ۱۵'، ۷۵' · حق‌وردیان ۲۰'، ۶۰' · مظلومی ۴۰'، ۵۰'، ۶۴' · قراب ۵۸' · روشن ۸۵' |       |                       | ورزشگاه: استادیوم شهرداری دهلی‌نو |

| ۲۸ مهر ۱۳۵۱ نیمه نهایی                                                                                     | تاج تهران | ۰ – ۰ | ۲۵ آوریل کره‌شمالی | دهلی‌نو                                      |
| |           |       |                   | ورزشگاه: استادیوم شهرداری دهلی‌نو داور: تابی |
| یادداشت: به خاطر عدم توافق در تاریخ برگزاری بازی تکراری تیم تاج جام را نیمه کاره رها کرد و به تهران بازگشت |           |       |                   |                                             |

### دوستانه
منیع
| ۲۶ آبان ۱۳۵۱ ۲ | تاج تهران | ۰ – ۰ | زسکا مسکو | امجدیه تهران                 |
|                |           | گزارش |           | داور: ابوالقاسم حاج ابوالحسن |

| ۱ آذر ۱۳۵۱ ۳ | تاج تهران | ۱ – ۲ | بولد کلوین                              | امجدیه تهران      |
|              | جباری ۲۳' | گزارش | بنی جاجو هانسن ۵۴' · پل اریک تیگوزن ۵۸' | داور: داوود حیدری |

| ۱ دی ۱۳۵۱ ۴ | تیم ملی بحرین | ۰ – ۳ | تاج تهران                            | شهرک عیسی، بحرین |
|             |               |       | عادلخانی ۲۰' · مژدهی ۲۵' · جباری ۷۵' |                  |

| ۳ دی ۱۳۵۱ ۵ | النثور بحرین | ۰ – ۲ | تاج تهران                   | شهرک عیسی، بحرین |
|             |              |       | عادلخانی ؟'، ؟' · مژدهی '۵۳ |                  |

## آمار فصل

### تعداد بازی

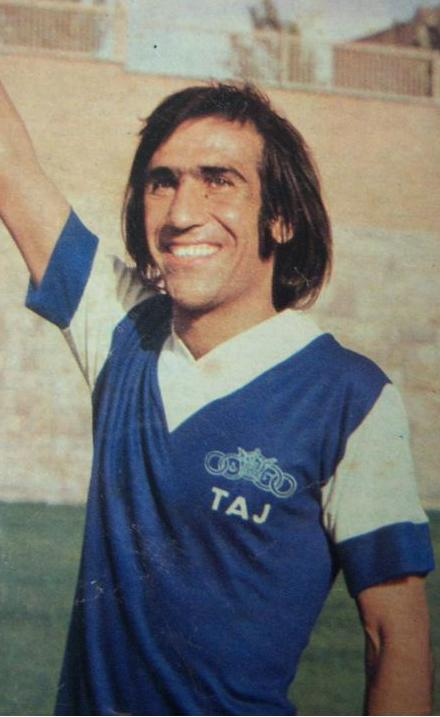
علی جباری کاپیتان تاج با ده گل‌زده بهترین گل‌زن این فصل تاج

| #  | بازیکن           | تعداد بازی |
| #  | بازیکن           | لیگ تهران  |
| -- | ---------------- | ---------- |
| ۱  | عزت جانملکی      | ۱۵         |
| ۲  | حسن روشن         | ۱۵         |
| ۳  | جواد قراب        | ۱۵         |
| ۴  | منصور رشیدی      | ۱۴         |
| ۵  | منصور پورحیدری   | ۱۴         |
| ۶  | مسعود مژدهی      | ۱۴         |
| ۷  | کارو حق‌وردیان    | ۱۴         |
| ۸  | علی جباری        | ۱۴         |
| ۹  | غلامحسین مظلومی  | ۱۲         |
| ۱۰ | عباس نوین‌روزگار  | ۱۲         |
| ۱۱ | اکبر کارگرجم     | ۱۱         |
| ۱۲ | محمدرضا عادلخانی | ۱۰         |
| ۱۳ | نصراله عبداللهی  | ۸          |
| ۱۴ | علیرضا حاج‌قاسم   | ۶          |
| ۱۵ | مسعود معینی      | ۵          |
| ۱۶ | جواد اله‌وردی     | ۲          |
| ۱۷ | امیرحسین حجازی   | ۲          |
| ۱۸ | اکبر محمدی       | ۲          |
| ۱۹ | ناصر حجازی       | ۱          |
| ۲۰ | عباس مژدهی       | ۱          |

### آمار گلزن‌ها
| ردیف | گلزنان            | باشگاههای تهران | جمع |
| ---- | ----------------- | --------------- | --- |
| ۱    | علی جباری         | ۸               | ۸   |
| ۲    | حسن روشن          | ۵               | ۵   |
| ۳    | مسعود مژدهی       | ۴               | ۴   |
| ۳    | جواد قراب         | ۴               | ۴   |
| ۵    | غلامحسین مظلومی   | ۳               | ۳   |
| ۶    | کارو حق‌وردیان     | ۱               | ۱   |
| ۶    | عزت جانملکی       | ۱               | ۱   |
| ۶    | محمدرضا عادلخانی  | ۱               | ۱   |
| ۶    | گل به خودی حریفان | ۱               | ۱   |
|      | جمع               | ۲۸              | ۲۸  |

### کاپیتان‌های فصل
| رده | نام            | باشگاههای تهران | جمع |
| --- | -------------- | --------------- | --- |
| ۱   | علی جباری      | ۱۴              | ۱۴  |
| ۲   | منصور پورحیدری | ۱               | ۱   |

- فقط کاپیتان‌هایی که بازی را شروع کرده‌اند در این جدول قرار گرفته‌اند و کاپیتان‌های تعویضی محاسبه نشده‌اند.

## سایر ورزشها

کسب ۱۲ عنوان قهرمانی توسط باشگاه تاج در سال ۱۳۵۱

- در مسابقات دو و میدانی آقایان قهرمانی باشگاههای تهران تیم تاج با ۱۰۶ امتیاز به مقام قهرمانی رسید و تیم های پاس و سعادت به مقام های بعدی دست یافتند. منبع
- اعضاء تیم دو و میدانی تاج قهرمان باشگاههای تهران عبارت بودند از: حسین برقچی، فرامرز آصف، کوروش عزتی، فرهاد نواب، حسین ابوذر، حبیبی، محمدی، سالمان حسام، کویتی‌پور، رحیمیان، رضا انتظاری.[۵]
- تیم دو و میدانی دختران تاج برای سیزدهمین سال به مقام قهرمانی باشگاههای تهران رسید. تاج ۹۲ امتیاز - پاس ۴۳ امتیاز - آرارات ۳۰ امتیاز.[۵]
- اعضاء تیم دو و میدانی بانوان تاج قهرمان باشگاههای تهران عبارت بودند از: پروین صفوی، مریم سیحون، نصرت کردبچه، رویا خواجه نوری، نسرین ناصرقصری، هایده احمدی، ویولت جواکیم، رمضانی.[۵]
- در مسابقات وزنه‌برداری قهرمانی باشگاههای تهران تیم وزنه برداری جوانان تاج به مقام قهرمانی و تیم بزرگسالان تاج به مقام نایب قهرمانی باشگاههای تهران دست یافتند.[۵]
- تیم بسکتبال بانوان باشگاه تاج پس از تیم آزمایش به مقام نایب قهرمانی باشگاههای تهران نایل آمد. در این سال تیم والیبال تاج قهرمان جام دهه انقلاب و قهرمان باشگاههای تهران و جام آزمایش گردید.[۵]
- تیم والیبال تاج به مقام قهرمانی مسابقات جام دهه انقلاب رسید. بازیکنان تیم تاج در این سال عبارت بودند از: امر میرفخرایی، محمدرضا مجتهد، محسن نخعی، حسن محمدنبی، عزیز پرتوی، مصطفی ذوقی، خسرو ملک‌پور، خسرو نیاکان، هوشنگ ملک‌لو، امیر حیدری، مهدی صابرپور - مربی: داود دارابیان.[۵]
- تیم والیبال تاج به مقام قهرمانی مسابقات جام آزمایش نایل آمد. بازیکنان تیم تاج در این سال عبارت بودند از: ناصر میرفخرایی، محمد رضا مجتهد، محسن نخعی، حسن محمدنبی، عزیز پرتوی، مصطفی ذوقی، خسرو ملک‌پور، هوشنگ ملک‌لو، امیر حیدری، مهدی صابرپور، عبدالحسین فاطمی، خسرو نیاکان و مربی تیم : داود دارابیان.[۵]
- در مسابقات والیبال جام باشگاههای تهران تیم والیبال تاج به مقام قهرمانی رسید و تیم های پاس و عقاب در رده های بعدی قرار گرفتند.[۵]
- در مسابقات کشتی فرنگی قهرمانی باشگاههای تهران تیم تاج با ۸ امتیاز مقام قهرمانی و ۵۴ امتیاز به مقام قهرمانی رسید و تیم های افسر و شفق دوم و سوم شدند.[۵]
- در مسابقات مشت زنی قهرمانی باشگاههای تهران تیم باشگاه تاج با ۲۷ امتیاز به مقام قهرمانی رسید و تیم های نیروی هوایی و صنایع نظامی در مکانهای بعدی قرار گرفتند.[۵]
- تیم‌های ژیمناستیک دختران و پسران برای چندمین سال پیاپی به مقام قهرمانی باشگاههای تهران رسید. در مسابقات ژیمناستیک دختران قهرمانی باشگاههای تهران تیم باشگاه تاج با ۱۴۷/۲  امتیاز به مقام قهرمانی رسید و تیم های باس و شهربانی به مقام های بعدی دست یافتند.[۵]
- اعضاء تیم فوتبال بانوان تاج: ملیحه علافر (کاپیتان)، مینا بیضایی، فاطمه محمدمطهری، الهه علافر، مهری پرتوی، استلا مددیان، ژنیک شهبازیان، سوسن انصاری، نسرین ناصرقصری، نسرین ایران یار، شعله قراب، مربی: علی دانایی‌فرد.[۵]
- باشگاه تاج در سال ۱۳۵۱ دارای دو استادیوم - پنج باشگاه در تهران و پنجاه و دو باشگاه در شهرستان ها و چهار باشگاه در خارج از کشور که جمعاً در حدود ۶۴ هزار تن از جوانان در آن عضو هستند.[۵]
- عنایت‌اله جانانپور از مربیان دو و میدانی باشگاه تاج در این سال از ورزش خداحافظی کرد و به همین مناسبت مراسم تودیع در امجدیه برگزار گردید.[۵]

## نگارخانه

سفر تاج به بحرین برای بازیهای دوستانه
کناره گیری تیم تاج از مسابقات جام میلز به علت فشرده برگزار شدن بازیها
قهرمانی تیم تاج در مسابقات دو و میدانی باشگاههای تهران
تاج تهران با سه گل تیم ملی بحرین را شکست داد
مسعود مژدهی در بازی با زسکا مسکو
صحنه‌ای از بازی تاج و پالمیراس
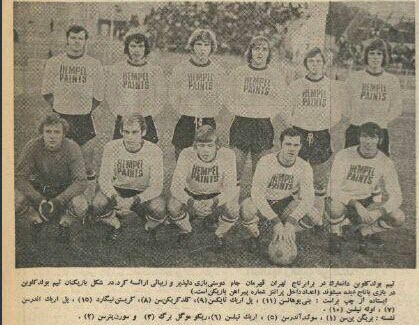
عکس تیمی بولد کلوبن در بازی دوستانه با تاج تهران